# Columbia Valley

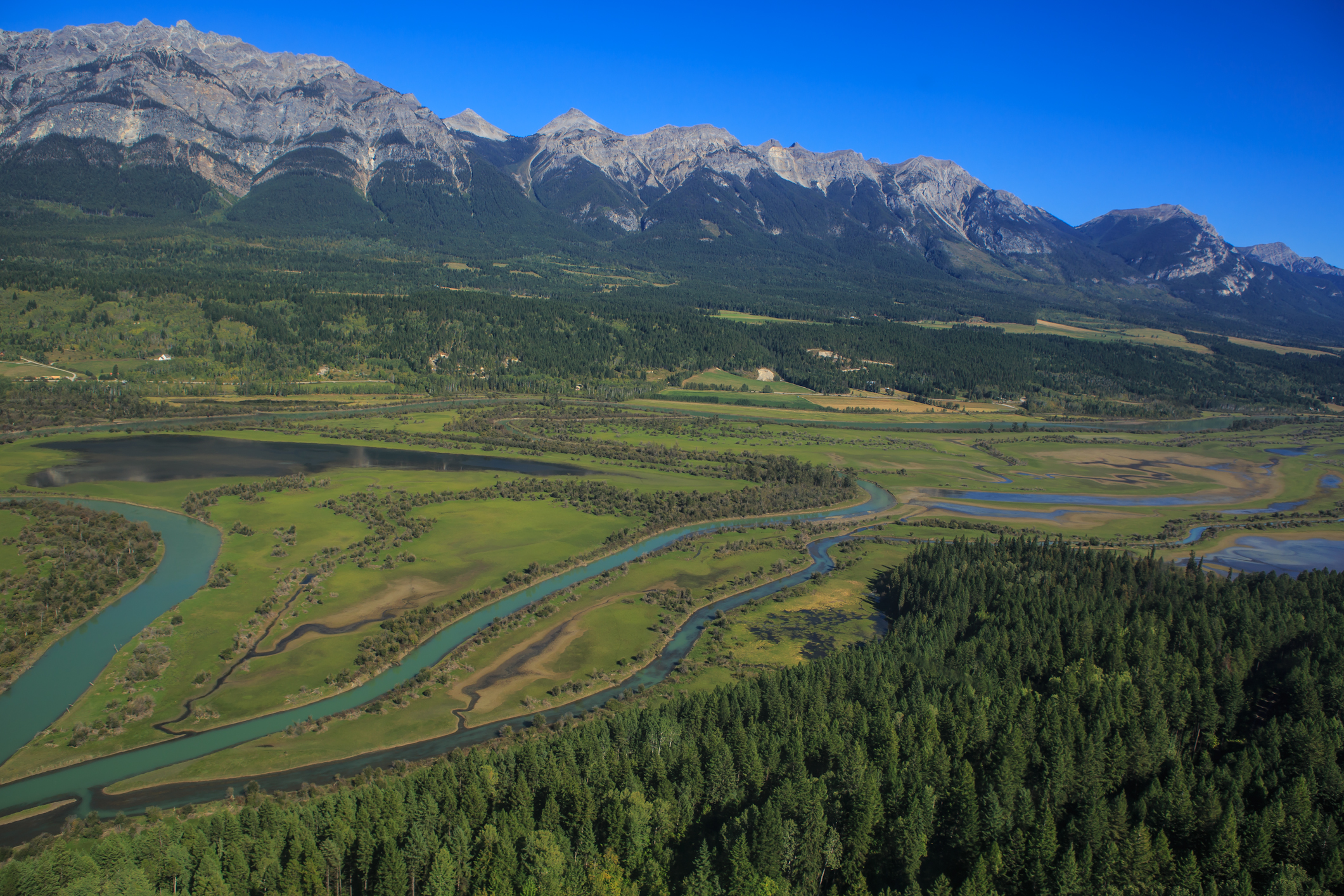
Eindrücke südlich von Golden

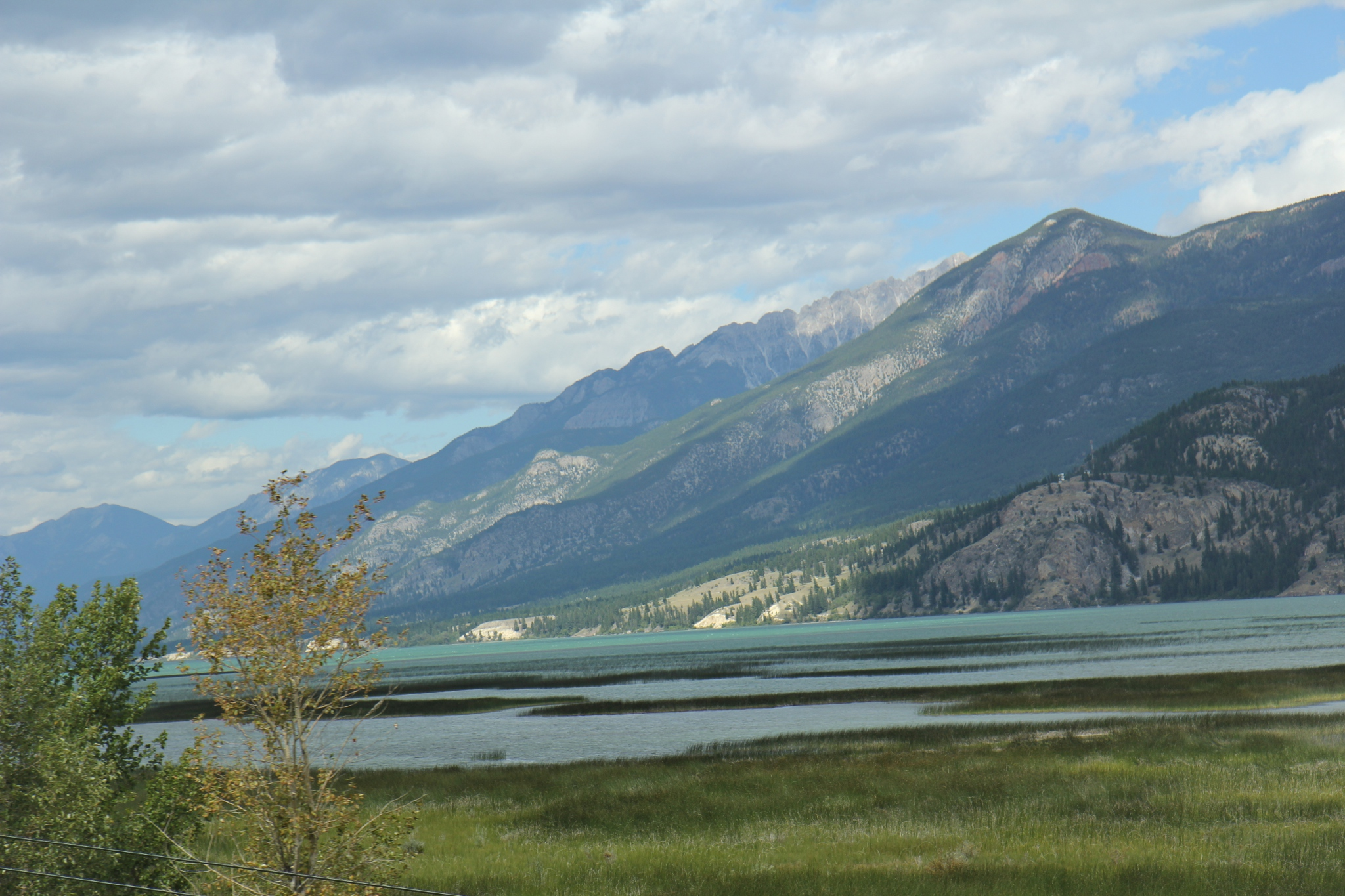
Eindrücke am Südende (Canal Flats)

Das Columbia Valley ist die Bezeichnung für ein Gebiet im Rocky Mountain Trench in der kanadischen Provinz British Columbia. Es erstreckt sich am Oberlauf des Columbia River zwischen Golden und Canal Flats. Östlich wird das Gebiet von den Kanadischen Rocky Mountains, westlich von den Bugaboos begrenzt.

## Gemeinden
Folgende Orte liegen im Columbia Valley:
- Golden
- Spillimacheen
- Brisco
- Edgewater
- Radium Hot Springs
- Panorama Mountain Village
- Wilmer
- Invermere on the Lake
- Windermere
- Fairmont Hot Springs
- Canal Flats

Manchmal werden auch noch die Orte Skookumchuck, Wasa, Fort Steele, Kimberley und Cranbrook dazugezählt.

## Ramsar-Feuchtgebiet
Das Columbia Valley umfasst auch die Columbia Wetlands, ein 15.070 ha großes Gebiet, das am 5. Juni 2005 nach der Ramsar-Konvention zu einem „Feuchtgebiet internationaler Bedeutung“ deklariert wurde. Das Schutzgebiet folgt über etwa 180 km dem Lauf des Columbia Rivers, bildet dabei jedoch kein geschlossen zusammenhängendes Gebiet, sondern zwei Teilgebiete. Das Schutzgebiet bietet zahlreiche verschiedene Lebensräume und damit zahlreichen Arten ein Habitat. Da der Rocky Mountain Trench auch ein wichtiger Migrationskorridor für Vögel ist, ergibt sich auch daraus die Bedeutung des Schutzgebietes.
Das Schutzgebiet überschneidet sich mit dem Burges and James Gadsden Provincial Park sowie mit Teilen des James Chabot Provincial Parks.

## Weitere Schutzgebiete
Weitere Gebiete unterliegen staatlichem Schutz. Dazu gehören:
- Columbia National Wildlife Area[2]
- Marl Creek Provincial Park
- Burges James Gadsden Provincial Park
- Bugaboo Provincial Park
- Dry Gulch Provincial Park
- James Chabot Provincial Park
- Windermere Lake Provincial Park
- Columbia Lake Provincial Park
- Columbia Lake Ecological Reserve
- Mount Sabine Ecological Reserve
- Thunder Hill Provincial Park